# 費爾黑文鎮區 (明尼蘇達州斯特恩斯縣)
費爾黑文鎮區（英語：Fair Haven Township）是位於美國明尼蘇達州斯特恩斯縣的一個行政鎮區，於1859年設立。

## 地方資料
費爾黑文鎮區的面積為92.79平方千米，當中陸地面積為88.23平方千米，而水域面積為4.56平方千米。根據2020年美國人口普查的數據，當地共有人口1517人，而人口密度為每平方千米16.35人。